# Silesis brevicarinatus
Silesis brevicarinatus là một loài bọ cánh cứng trong họ Elateridae. Loài này được Garg, Saini & Vasu miêu tả khoa học năm 1998.